# سيريل تايلور
سيريل تايلور (بالإنجليزية: Cyril Taylor)‏ هو سياسي بريطاني، ولد في 14 مايو 1935 في يوركشاير في المملكة المتحدة، وتوفي في 29 يناير 2018. حزبياً، نشط في حزب المحافظين.